# Уве Геппнер
Уве Геппнер (нім. Uwe Heppner, 18 липня 1960) — німецький академічний веслувальник.
Олімпійський чемпіон 1980 року в складі парної четвірки, учасник 1988 року.
Чемпіон світу 1981 (парні четвірки), 1982 (парні четвірки), 1983, 1985 років у складі парної двійки, бронзовий призер 1979, 1986, 1987 років у складі парної двійки.